# Angels (versión de Jessica Simpson)
«Angels» —en español: «Angel»— es una versión pop interpretada por la cantante estadounidense Jessica Simpson, de la canción original, del mismo nombre, coescrita e interpretada por el cantante británico Robbie Williams. Al respecto, esta fue creada en el año 1997 y coescrita también por Guy Chambers. Por su parte, la versión de Jessica Simpson conservó la letra original, con pequeñas adaptaciones de género, y fue producida en el año 2004, por Billy Mann. Tras ello, fue incluida en el tercer álbum de estudio de la cantante, In This Skin.
Durante el último trimestre del año 2004, la versión fue lanzado por el sello Columbia Records y la compañía Sony BMG Music Entertainment como el cuarto y último sencillo del álbum. Con ello, este se convirtió en el noveno y en el octavo sencillo cronológico de Jessica Simpson en mercados importantes de la industria de la música, como los Estados Unidos y el Reino Unido, respectivamente.
Su vídeo musical fue dirigido por Matthew Rolston, quien trabajó por primera vez con Jessica Simpson y quien, para entonces, había dirigido a una gran cantidad de videos musicales, incluyendo al de «Amazing» del cantante George Michael. Su línea de historia, enfoca a Simpson mirando nerviosa desde un escenario vacío y ensayando para una actuación. A lo largo de escenas entrecortadas le vemos con la mirada perdida, como si hubiera perdido su autoconfianza y su habilidad para actuar. 
En lo que respecta a su recepción comercial, la versión de «Angels» alcanzó posicionarse en el top 30 en países como Australia y México. Con ello este no consiguió ingresar en la lista principal de sencillos de Estados Unidos, la Billboard Hot 100. Aun así, de acuerdo al sistema de información Nielsen SoundScan, esta versión ha vendido alrededor de 163 mil descargas digitales en el país.

## Antecedentes

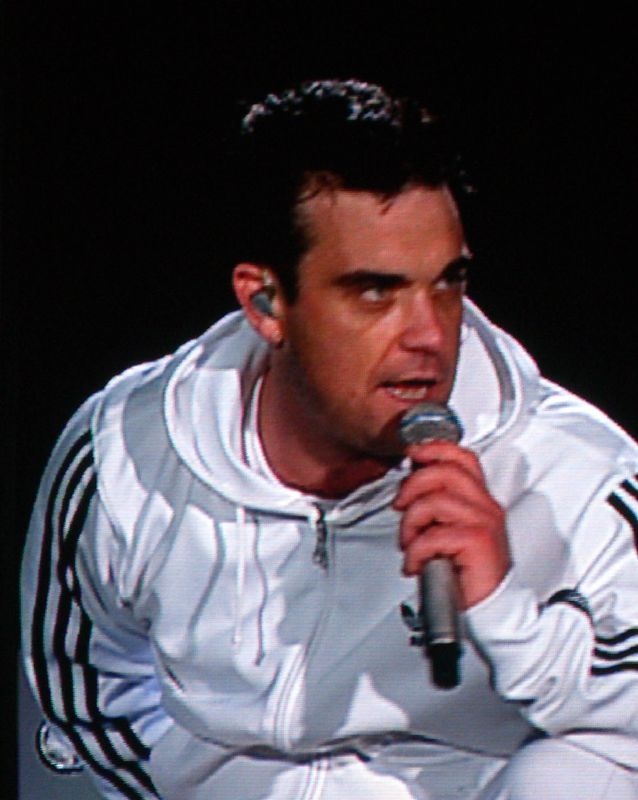
"Angels" de Robbie Williams alcanzó la posición Nº 4 de la UK Singles Chart en 1997, luego fue certificado 2x Platino por vender más 1,2 millones de copias.

Debido a que In This Skin, obtuvo un gran éxito los ejecutivos del sello y Simpson decidió reeditar el disco, con dos temas nuevo, uno de ellos era, la exitosa canción Robbie Williams, "Angels" una balada pop escrita por Williams y Guy Chambers, la que contó con un éxito arrollador a finales de los 90. Para Jessica esta es una de sus canciones favoritas de toda su vida. 
Esta vez la canción sería producida por productor norteamericano Billy Mann. La canción fue grabada por Jessica en un estudios de Los Ángeles, a inicios de 2004.

### «Angels» de Robbie Williams
«Angels» es una balada pop del año 1997, interpretada por el cantante británico Robbie Williams. Los créditos de la escritura atribuidas a la canción fueron Robbie Williams y Guy Chambers. Sin embargo, más tarde se supo que un compositor irlandés desconocido, Ray Heffernan compone realmente gran parte de la canción. Robbie Williams ha dicho que él escribió la canción con Guy Chambers en 25 minutos y la canción es acerca de su tía y su tío. «Angels» fue el cuarto sencillo del álbum debut de Williams, Life thru a Lens. Está considerada como la canción que salvó la carrera en solitario de Williams y es la que ha usado para concluir la mayoría de sus conciertos.
Por su parte, la canción fue la N.º 34 más vendida en la década de los noventa en Reino Unido, a pesar de haber alcanzado la posición N.º 4 en Official UK Charts, logrando vender hasta ahora 1.110.000 copias en el Reino Unido a partir de noviembre de 2012. En Estados Unidos fue lanzada en 1999, después de su debut con «Millenium». El video musical muestra a Williams sobre un tejado contemplando la ciudad. En la edición del año 2005 de los premios Brit, «Angels» fue votada por el público británico como la mejor canción de los últimos veinticinco años.

## Composición

### Estructura musical
«Angels» es una canción blue eyed soul compuesta en compás de 4/4 y en la tonalidad de mi menor. Es moderada a setenta pulsaciones por minuto y sus frases concluyen en melisma. Está escrita en el formato estribillo-verso-estribillo y los instrumentos que sobresalen en su melodía son el piano, la guitarra, el bajo, los tambores, el violín, la viola y el violonchelo.

### Contenido lírico
La letra de «Angels» está construida en el formato verso-estribillo y está centrada en el amor de un ángel. «Angels» es una dulce, grácil y melancólica balada construida principalmente sobre la base de una melodía de piano. La canción cuenta con un óptimo desempeño vocal de Jessica Simpson, la cual se ha convertido en una de las notas más largas de la cantante, con once segundo. La canción por no general es interpretada en eventos cristianos dedicado a su contenido lírico. 
La canción inicia con el párrafo: "I sit and wait - There's an angel - Contemplate my fate - And do they know - The places where we go - When we're grey and old - 'cause I've been told - That salvation lets their wings unfold - So when I'm lying in my bed - Thoughts running through my head - And I feel that love is dead - I'm loving angels instead", en español: "Así es la ley - Hay un ángel hecho para mi - Te conoci…el tiempo se me fue - Tal como llegó - Y te falle, te hice daño - Tantos años yo - Pase por todo sin pensar - Te ame, si casi amar - Y al final, quien me salvo - El angel que quiero yo…".
Tanto Jessica, y su mánager Joe Simpson, había esperado esta canción llevaría a su primera nominación al Grammy, como Britney Spears y Christina Aguilera, su rivales en los 90, quienes ya habían sido nominadas y también ganadoras.

## Vídeo musical
Dirigido por Matthew Rolston, quien trabajó por primera vez con Jessica Simpson y quien, para entonces, había dirigido a una gran cantidad de videos musicales, incluyendo al de «Amazing» del cantante George Michael. El vídeo fue filmado en julio de 2004, en una teatro en la localidad de Los Ángeles, California. 
El vídeo musical, enfoca a Simpson mirando nerviosa desde un escenario vacío y ensayando para una actuación, con un vestido blanco y poco maquillaje. En otro enfoque muestra a Simpson sentada apoyado sus manos en una mesa. Mientras la canción avanza, rosas blancas se dispersan a su alrededor como un signo de esperanza, lo que hace que ella recupere la confianza. La canción entonces se mueve a su parte instrumental para correlacionarse con las emociones, mientras que Simpson empieza a subir a la parte alta del edificio para su actuación final. Allí es recibida por una joven orquesta y finaliza la canción.
En vídeo hizo su estreno en Total Request Live de MTV, en la posición N.º 10, para septiembre ese mismo año. Este vídeo todavía no ha sido enviado a la cuenta oficial de Vevo, sin embargo existe una presentación en vivo de la canción, la cual ha logrado más 1.000.000 reproducciones para febrero de 2013.

## Recepción

### Comercial
«Angels» no tuvo un impacto mayor en Estados Unidos, alcanzando la posición No.23 del conteo radial Pop Songs y no consiguiendo ingresar a la lista Billboard Hot 100, la más importante del país, donde por tercera vez en su carrera Simpson, no consiguió hacer ingresar a uno de sus sencillos. Aun así y de acuerdo a Nielsen SoundScan, hasta septiembre de 2010 esta había vendido más de 163.000 descargas en el país.
Por otro lado, en Australia debutó y alcanzó la posición N.º 27 convirtiéndose en el sexto éxito top 30 de Simpson y en el sencillo mejor posicionado del álbum, junto a «Take My Breath Away». Además de esto alcanzó la posición N.º 78 en Rumanía.

## Presentaciones en vivo
La promoción de "Angels", por parte de Simpson fue extensa, interpretó una versión spanglish, Junto a cantante español David Bisbal, en la entrega del "Latin Grammy 2004", en "Divas 2004", en programas como "Live with Letterman", en la séptima temporada de "Dancing with the Stars", "Early Show", y una gran presentación en los MTV Video Music Awards 2004.

## Formatos
| CD-Single |                           |          |  |
| N.º       | Título                    | Duración |  |
| 1.        | «Angels» (Versión Álbum)  |          |  |
| 2.        | «Angels» (Stealth Remix)  |          |  |
| 3.        | «Fly»                     |          |  |
| 4.        | «Angels» (Enhanced Video) |          |  |

### Remixes
- "Angels" [Album Versión] - 4:00
- "Angels" [Dave Anthony Remix] - 4:53
- "Angels" [Junior Vasquez World Mixshow] - 6:32
- "Angels" [Stealth Remix] - 3:12
- "Angels" [Acoustico] - 4:07

## Charts
| Chart (2004)                                    | Mejor posición |
| ----------------------------------------------- | -------------- |
| Australia (ARIA)                                | 27             |
| Estados Unidos (Bubbling Under Hot 100 Singles) | 6              |
| Estados Unidos (Billboard Pop Songs )           | 23             |
| Estados Unidos (Billboard Top 40 Tracks)        | 37             |
| Estados Unidos (ARC Weekly Top 40)              | 14             |